# ميريلا ديميريفا
ميريلا كراسيميروفا ديميريفا (البلغارية: Мирела Красимирова Демирева؛ من مواليد 28 سبتمبر 1989) هي لاعبة الوثب العالي البلغارية، في دورة الألعاب الأولمبية الصيفية 2016 في ريو دي جانيرو، البرازيل، فازت ديميريفا بالميدالية الفضية بتحقيق قفزة لمسافة 1.97 متر. كما فازت بميداليتين فضيتين متتاليتين في بطولة أوروبا (2016-2018). كانت ديميريفا هي الرياضية البلغارية لعام 2016 وحصلت على المركز الثاني خلال نسخة 2018.
شاركت أيضا في دورة الألعاب الأولمبية الصيفية 2024 في القفز العالي للسيدات وحلت في المركز التاسع عشر في مرحلة التصفيات ولم تتأهل إلى المرحلة النهائية.